# 飯田屋八郎右衛門
飯田屋 八郎右衛門（いいだや はちろうえもん、? - 嘉永5年（1852年））は、江戸時代末期の陶画工。生年は文政元年（1818年）  、文化元年（1804年） 、文化2年（1805年） と文献により揺れがある。

## 経歴・人物
加賀（現：石川県加賀市大聖寺）に生まれる。家業は染物屋の絵付師。天保2年（1831年）、大聖寺藩の吉田屋窯を引き継いだ宮本屋宇右衛門に主工として迎えられ、中国色の強い華やかな九谷焼を完成させた。その作風は「八郎手」または「飯田屋風」といわれた。